# Kiteretsu Daihyakka
Kiteretsu Daihyakka (яп. キテレツ大百科 китэрэцу дайхякка, Eureka Encyclopedia) — научно-фантастическая манга, созданная Фудзико Ф. Фудзио и выходившая в журнале для детей Kodomo no Hikari с апреля 1974 года по июль 1977 года. Позднее по её мотивам было создано аниме из 331 серии. Его премьера состоялась на телеканале Fuji TV в марте 1988 года. По стилю и внешнему виду персонажей Kitetsu Daihyakka напоминает другое произведение Фудзико Ф. Фудзио — Doraemon, хотя сюжет у них различен.
Действие происходит в вымышленном японском городе Хёно-тё. Главным героем является гениальный мальчик Китэрэцу (яп. キテレツ), который построил себе робота-ассистента Коросукэ (яп. コロ助). Вместе с роботом и друзьями, Китэрэцу часто путешествует во времени с помощью собственноручно построенной машины времени.